# Oporinia brevipennis
Oporinia brevipennis là một loài bướm đêm trong họ Geometridae.